# Maurepas, Yvelines
Maurepas är en kommun i departementet Yvelines i regionen Île-de-France i norra Frankrike. Kommunen ligger i kantonen Maurepas som tillhör arrondissementet Rambouillet. År 2022 hade Maurepas 19 960 invånare.

## Befolkningsutveckling
Antalet invånare i kommunen Maurepas
| Referens: INSEE |